# Вартиковецька сільська рада
Вартикове́цька сільська́ ра́да — адміністративно-територіальна одиниця та орган місцевого самоврядування в Кельменецькому районі Чернівецької області. Адміністративний центр — село Вартиківці.

## Загальні відомості
- Населення ради: 1 863 особи (станом на 2001 рік)

## Населені пункти
Сільській раді були підпорядковані населені пункти:
- с. Вартиківці
- с. Слобідка

## Склад ради
Рада складалася з 16 депутатів та голови.
- Голова ради: Тимінський Григорій Олександрович
- Секретар ради: Габуряк Тетяна В'ячеславівна

### Керівний склад попередніх скликань
| Прізвище, ім'я, по батькові       | Основні відомості                                                         | Дата обрання | Дата звільнення |
| --------------------------------- | ------------------------------------------------------------------------- | ------------ | --------------- |
| Дрогобецькі Василь Андрійович     | Сільський голова, 1956 року народження, безпартійний                      | 26.03.2006   | 31.10.2010      |
| Тимінський Григорій Олександрович | Сільський голова, 1948 року народження, освіта вища, член Народної партії | 31.10.2010   |                 |

Примітка: таблиця складена за даними сайту Верховної Ради України

### Депутати
За результатами місцевих виборів 2010 року депутатами ради стали:

#### За суб'єктами висування
| Суб'єкт висування                                       | Кількість обраних депутатів | %    |
| ------------------------------------------------------- | --------------------------- | ---- |
| Політична партія Всеукраїнське об'єднання «Батьківщина» | 11                          | 68,8 |
| Партія регіонів                                         | 3                           | 18,8 |
| Самовисування                                           | 1                           | 6,3  |
| Українська соціал-демократична партія                   | 1                           | 6,3  |

#### За округами
| № округу                                                | Прізвище, ім'я, по батькові       | Дата визнання обраним | Освіта             | Партійна приналежність                        | Відомості про обраного депутата                        |
| ------------------------------------------------------- | --------------------------------- | --------------------- | ------------------ | --------------------------------------------- | ------------------------------------------------------ |
| Партія регіонів                                         |                                   |                       |                    |                                               |                                                        |
| 4                                                       | Дмитерко Мирослава Вікторівна     | 02.11.2010            | середня            | член Партії регіонів                          | Кельменецьке відділення Ощадного банку, касир          |
| 7                                                       | Сироїд Лілія Василівна            | 02.11.2010            | середня спеціальна | член Партії регіонів                          | Кельменецька ЦРЛ, медична сестра                       |
| 8                                                       | Розмаринюк Ірина Вікторівна       | 02.11.2010            | середня спеціальна | член Партії регіонів                          | дошкільний навчальний заклад с. Вартиківці, вихователь |
| Політична партія Всеукраїнське об'єднання «Батьківщина» |                                   |                       |                    |                                               |                                                        |
| 1                                                       | Білоножко Дана Михайлівна         | 02.11.2010            | вища               | член Всеукраїнського об'єднання «Батьківщина» | Вартиковецька сільська рада, землевпорядник            |
| 2                                                       | Варвус Віталій Анатолійович       | 02.11.2010            | вища               | член Всеукраїнського об'єднання «Батьківщина» | Вартиковецька загальноосвітня школа І-ІІ ст., вчитель  |
| 3                                                       | Білик Світлана Анатоліївна        | 02.11.2010            | вища               | член Всеукраїнського об'єднання «Батьківщина» | Вартиковецька загальноосвітня школа І-ІІ ст., вчитель  |
| 5                                                       | Ротар Галина Миколаївна           | 02.11.2010            | середня спеціальна | член Всеукраїнського об'єднання «Батьківщина» | Вартиковецька сільська рада, бухгалтер                 |
| 6                                                       | Білик Геннадій Васильович         | 02.11.2010            | середня спеціальна | член Всеукраїнського об'єднання «Батьківщина» | Будинок культури с. Вартиківці, директор               |
| 9                                                       | Білоножко Віктор Васильович       | 02.11.2010            | середня спеціальна | член Всеукраїнського об'єднання «Батьківщина» | Кельменецьке газове управління, водій                  |
| 10                                                      | Дудко Сергій Григорович           | 02.11.2010            | вища               | член Всеукраїнського об'єднання «Батьківщина» | Бабинська загальноосвітня школа І-ІІІ ст., вчитель     |
| 12                                                      | Горянін Олександр Леонідович      | 02.11.2010            | середня спеціальна | член Всеукраїнського об'єднання «Батьківщина» | тимчасово не працює                                    |
| 14                                                      | Потерейко Лариса Анатоліївна      | 02.11.2010            | середня спеціальна | член Всеукраїнського об'єднання «Батьківщина» | Кельменцька ЦРЛ, медична сестра                        |
| 15                                                      | Запотічний Володимир Валентинович | 02.11.2010            | середня спеціальна | член Всеукраїнського об'єднання «Батьківщина» | тимчасово не працює                                    |
| 16                                                      | Габуряк Тетяна В'ячеславівна      | 02.11.2010            | вища               | член Всеукраїнського об'єднання «Батьківщина» | Вартиковецька сільська рада, секретар                  |
| Українська соціал-демократична партія                   |                                   |                       |                    |                                               |                                                        |
| 13                                                      | Каралаш Віктор Гаврилович         | 02.11.2010            | середня спеціальна | позапартійний                                 | пенсіонер                                              |
| Самовисування                                           |                                   |                       |                    |                                               |                                                        |
| 11                                                      | Плаксивий Олександр Анатолійович  | 02.11.2010            | середня спеціальна | позапартійний                                 | пенсіонер                                              |

## Населення
Згідно з переписом УРСР 1989 року чисельність наявного населення сільської ради становила 1921 особа, з яких 869 чоловіків та 1052 жінки.
За переписом населення України 2001 року в сільській раді мешкали 1863 особи.

### Мова
Розподіл населення за рідною мовою за даними перепису 2001 року:
| Мова       | Відсоток |
| ---------- | -------- |
| українська | 98,12 %  |
| російська  | 1,07 %   |
| молдовська | 0,75 %   |
| білоруська | 0,05 %   |